# 永援圣母堂 (南锡)

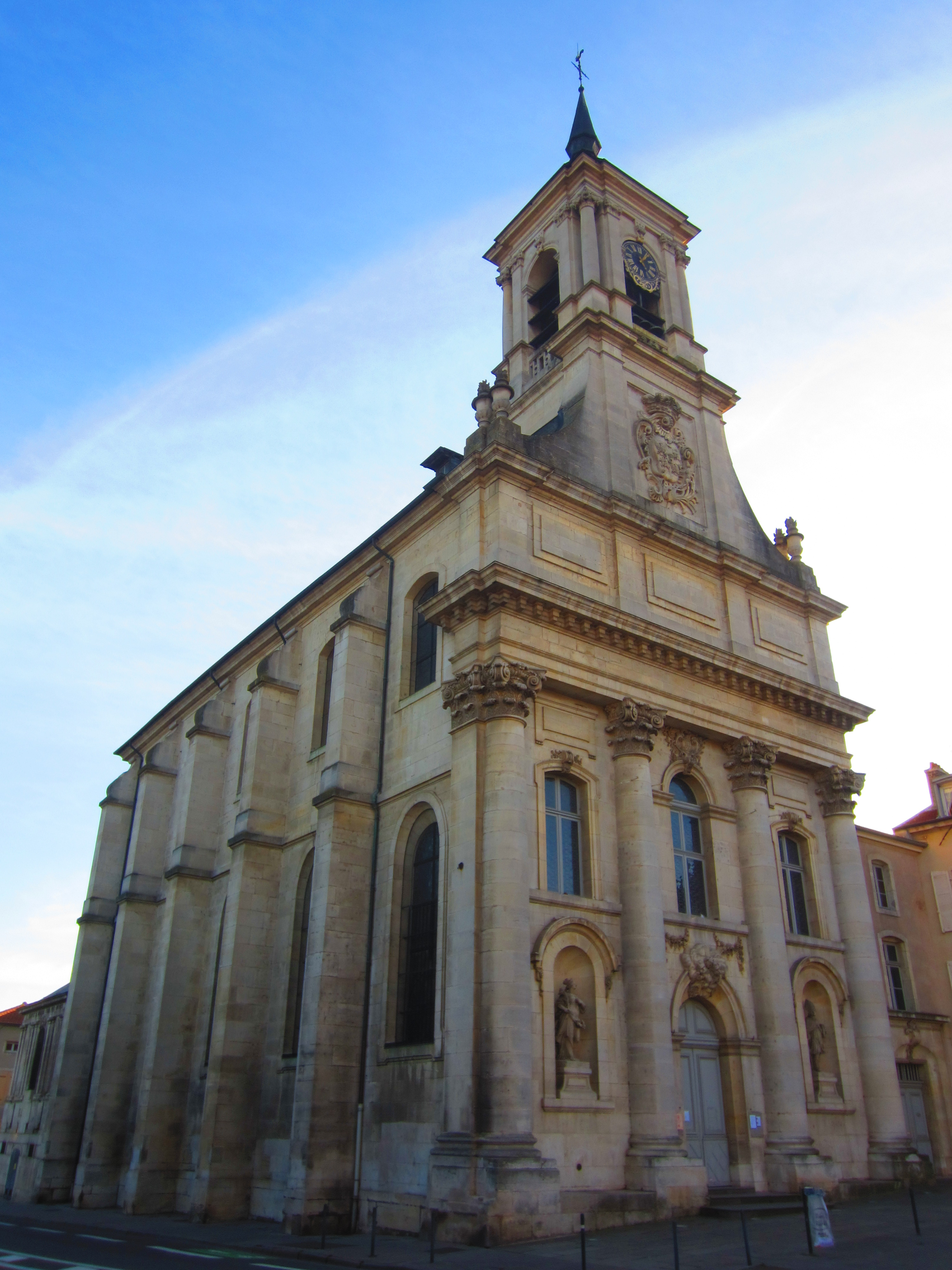

永援圣母堂（Notre-Dame-de-Bonsecours）是法国南锡一座历史悠久的教堂。 
它曾经是波兰国王、洛林公爵斯坦尼斯瓦夫一世最初安葬的地方。钟楼上有巨大的波兰立陶宛联邦国徽。 

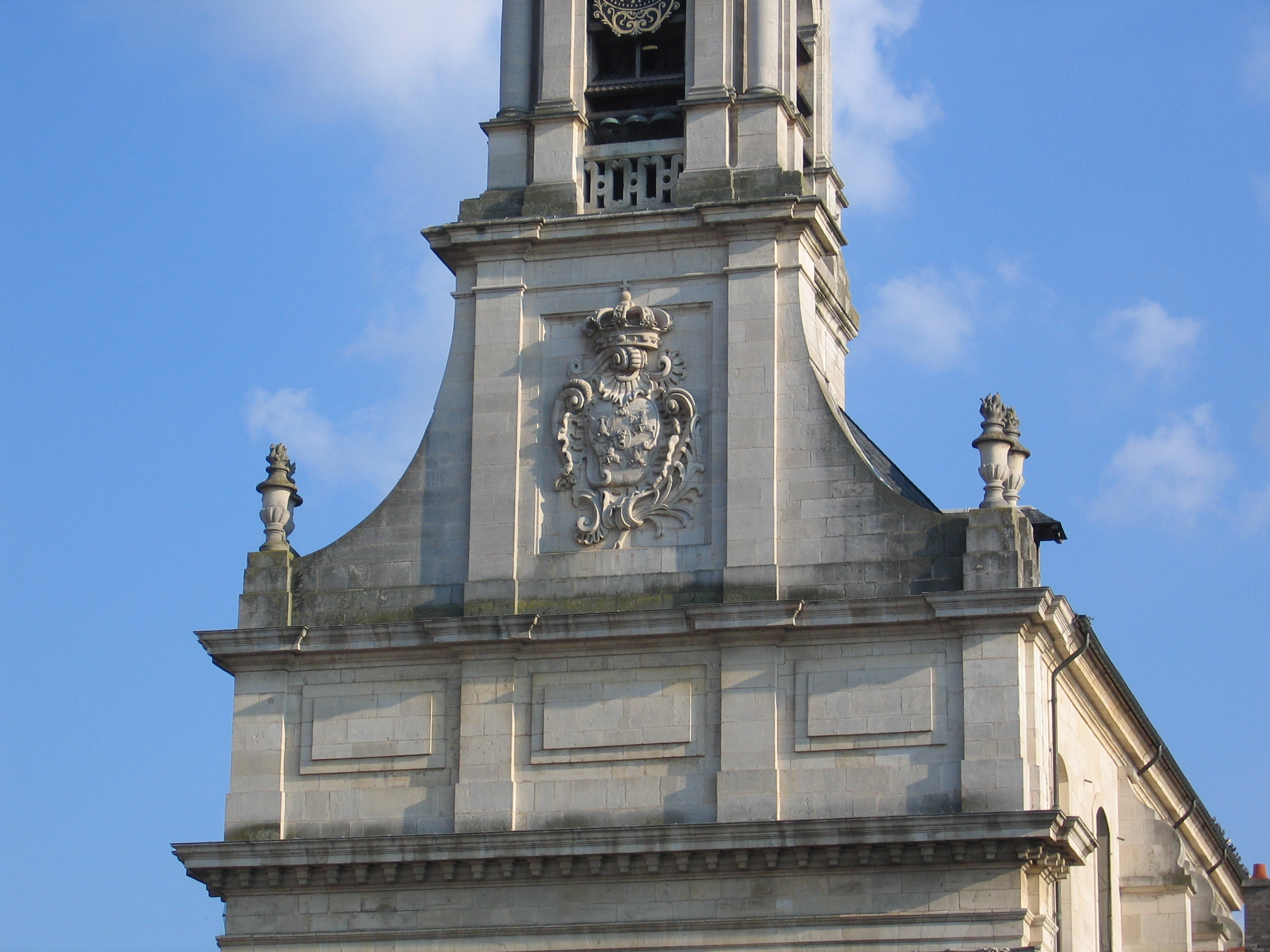
的波兰立陶宛联邦国徽
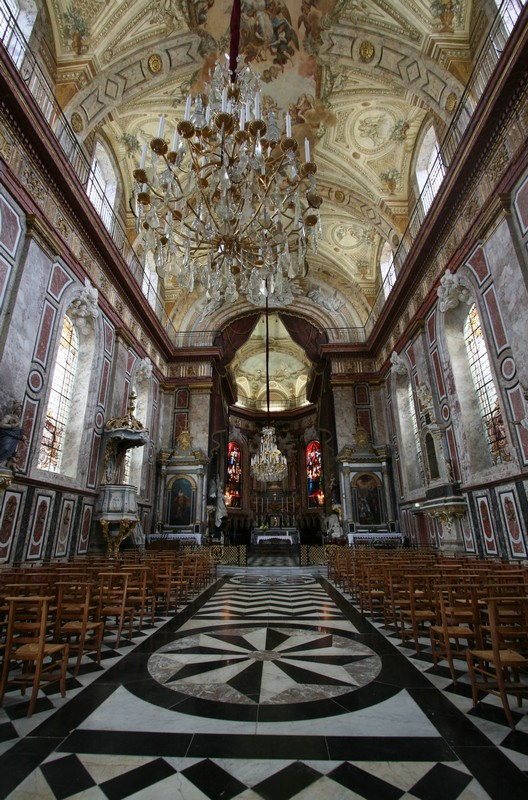
内部
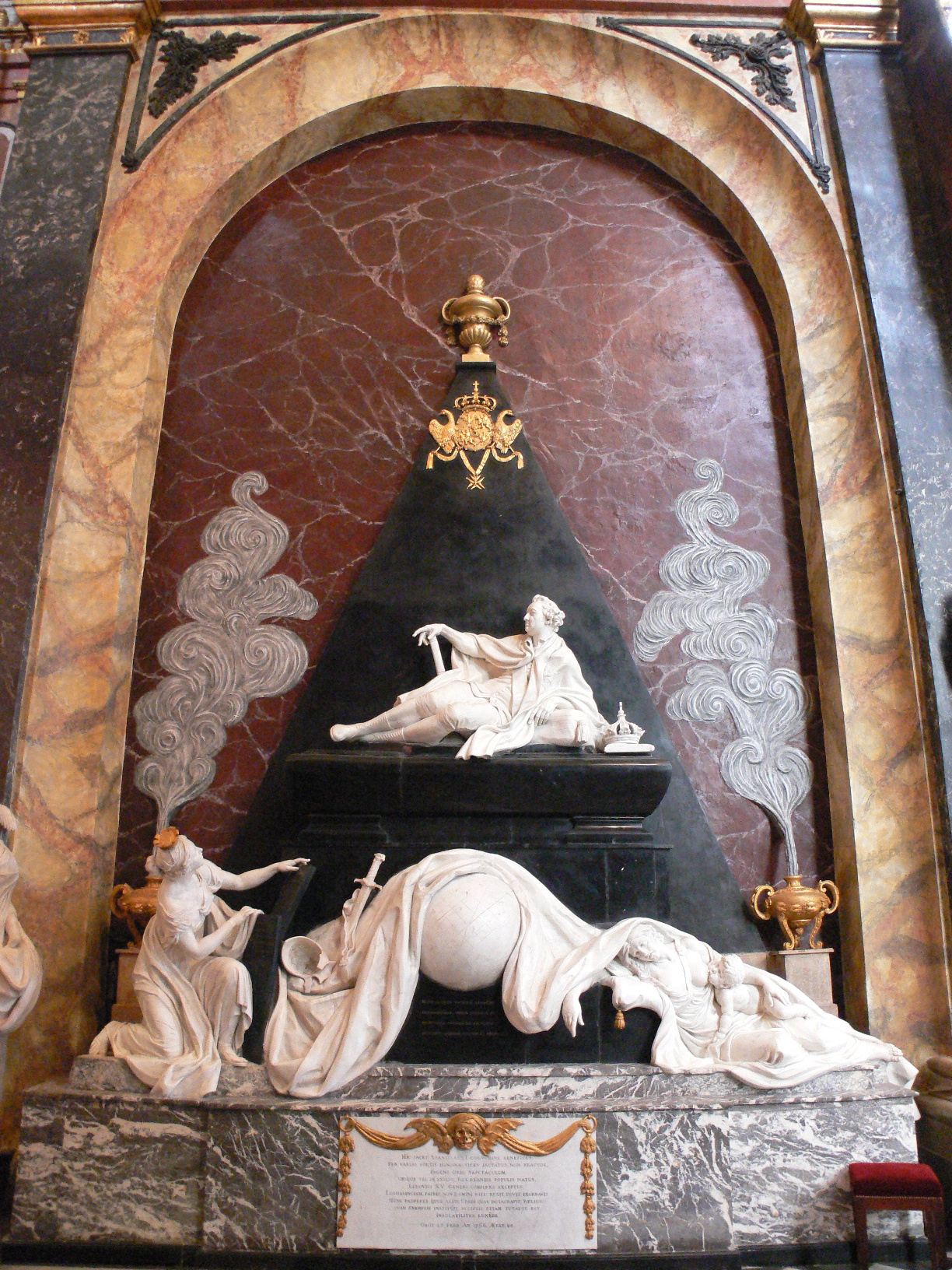

48°40′36″N 6°11′58″E / 48.6767°N 6.1994°E